# Městská autobusová doprava v Mladé Boleslavi

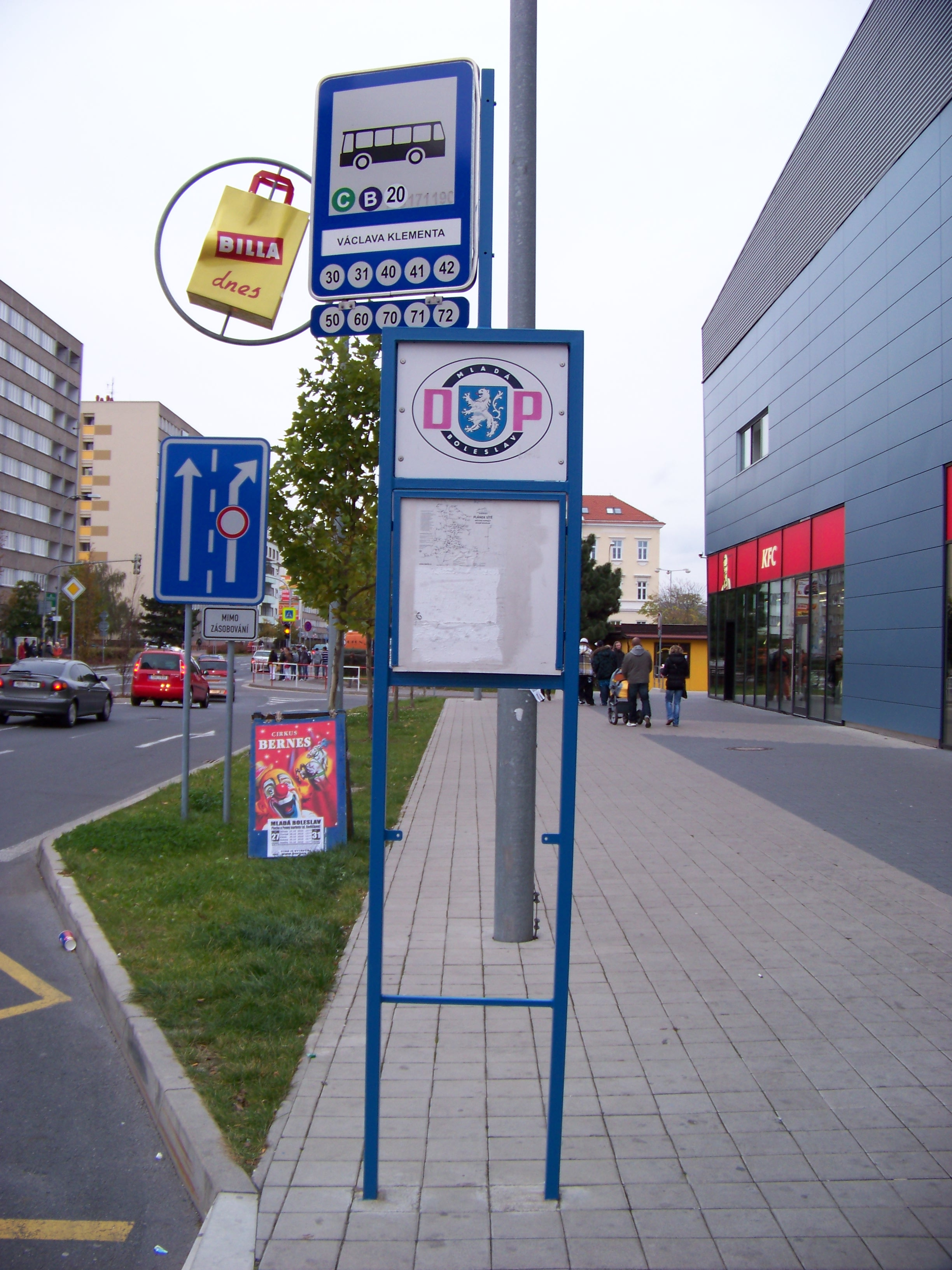
Zastávkový sloupek městské dopravy v zastávce Václava Klementa poblíž autobusového nádraží

Městská autobusová doprava v Mladé Boleslavi byla podnikem ČSAD zavedena v roce 1959. Od 1. října 1997 převzal MHD nový, městský Dopravní podnik Mladá Boleslav, s. r. o. Městskou hromadnou dopravu v Mladé Boleslavi tvoří 21 autobusových linek, označených písmeny A, B, C, H, RA, RB, a čísly 20–80 (druhá cifra čísla linky značí variantu trasy odvozenou ze základní „desítkové“ linky), nepravidelná hokejová linka H (265112), licenční čísla mají linky z řady 265020 až 265112. Zvláštností je velký vliv režimu podnik Škoda Auto na MHD: třetí přepravní špička kolem 22 hodiny (linka 20, 31, 40, 41 a 42) a oslabení provozu v době celozávodní dovolené.

## Historie

### Provozovatel ČSAD a Seco Trans
Provoz MHD v Mladé Boleslavi byl zahájen 1. dubna 1959 a jejím provozovatelem byl kosmonoský závod ČSAD, v 90. letech transformovaný na Seco Trans. S rozrůstajícím se městem rostl počet linek, který na začátku 90. let dosáhl počtu 14. V roce 1991/1992 provozovalo ČSAD Mladá Boleslav síť MHD s linkami 1 až 14, v krajském jízdním řádu byla uvedena pod společným číslem 17200. Po celou dobu byla kromě města obsluhována i řada příměstských částí. Některé ze zavedených linek si své trasy udržely až do současnosti. Kosmonosy byly v letech 1974–1991 součástí Mladé Boleslavi a v tomto a některých dalších obdobích je obsluhovala boleslavská MHD.
Koncem 80. let se připravovala výstavba trolejbusové sítě, ze které sešlo.

### Převzetí Dopravním podnikem Mladá Boleslav
1. září 1997 zahájil nový, městský Dopravní podnik Mladá Boleslav, s. r. o. zkušební provoz okružní linkou 20 do Josefova Dolu.[zdroj?] Od 1. října 1997 převzal MHD podle nového systému zpracovaného firmou Audis bus z Rychnova nad Kněžnou, zpočátku na 12 linkách, jejichž trasy se však lišily od dosavadních linek předchozího dopravce. Byla zavedena nová, dvoumístná čísla linek, přičemž základní linky mají číslo s nulou na konci a variantní linky mířící do téže oblasti mají další čísla z téže desítky. Doprava byla zajištěna i do obcí Dalovice, Hrdlořezy, Josefův Důl, Řepov a Vinec. Spojení se sousedním městem Kosmonosy zpočátku zajišťoval i nadále dopravce Seco Trans, a. s. V roce 1999 se trasy linek ustálily a jejich základ vydržel až do současnosti. Do systému přibyly linky do Kosmonos a do obce Bradlec.
V roce 1999 tvořily městskou autobusovou dopravu přibližně tyto linky:

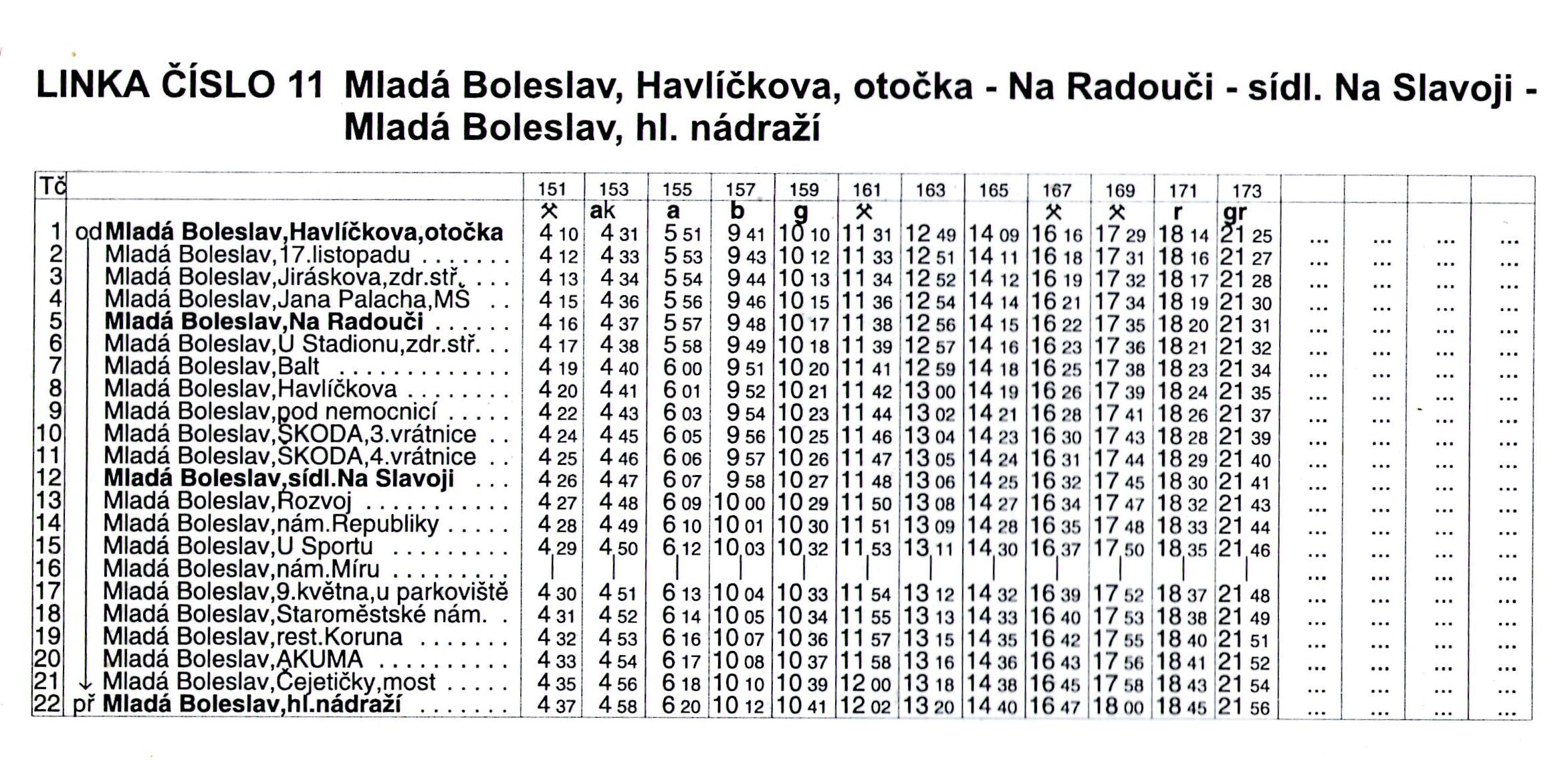
Ukázka z jízdního řádu vydaného v roce 1999

- 10 Kosmonosy, nemocnice – Jiráskova, zdravotní středisko – Na Radouči – Pod nemocnicí – Sídliště Na Slavoji – U Sportu – Staroměstské náměstí – Hlavní nádraží
- 11 Havlíčkova, otočka – Jiráskova, zdravotní středisko – Na Radouči – Pod nemocnicí – Sídliště Na Slavoji – U Sportu – Staroměstské náměstí – Hlavní nádraží
- 20 Autobusové stanoviště – Jaselská, VZP – Rozcestí Podlázky – Josefův Důl, TIBA
- 21 Autobusové stanoviště – Forum – U Hřiště – Dětská nemocnice, Rozcestí Podlázky, Josefův Důl, TIBA
- 30 Autobusové stanoviště – U Sportu – Internát, SZTŠ – Řepov, Jednota
- 40 Autobusové stanoviště – Balt – 9. května, u parkoviště – Podolec – Dubce – Podchlumí – Chrást – Sahara, náměstí – Pod hradem – Na Výstavišti – Autobusové stanoviště
- 50 Havlíčkova, otočka – Na Radouči – Autobusové stanoviště – (Mjr. Frymla) – Dětská nemocnice – Ptácká – Čejetičky, most – Neuberk – Vinec, požární zbrojnice
- 51 Autobusové stanoviště – Havlíčkova, otočka – Na Radouči – Balt – Komenského náměstí – Václavkova, jídelna – Na Radouči – Havlíčkova, otočka – Autobusové stanoviště
- 60 Autobusové stanoviště – Jaselská, VZP – Podlázky – Dalovice – Čejetice – Mototechna – Staroměstské náměstí – Autobusové stanoviště
- 61 Autobusové stanoviště – Dětská nemocnice – Na Rychtě – Čejetice – Dalovice – Podlázky – Komenského náměstí – Autobusové stanoviště
- 70 Autobusové stanoviště – U Hřiště – Forum – Kosmonosy, náměstí – Kosmonosy, U Šípů – Radouč – Debř, u hřbitova – Debř, u závor – Hrdlořezy, u kapličky
- 71 Bradlec – Kosmonosy, nemocnice – Kosmonosy, náměstí – Kosmonosy, kino Forum – Autobusové stanoviště – Náměstí Republiky – Sídliště Na Slavoji
- 72 Kosmonosy, U Šípů – Kosmonosy, náměstí – Kosmonosy, kino Forum – Autobusové stanoviště – Náměstí Republiky – Sídliště Na Slavoji
- 80 Havlíčkova, otočka – Na Radouči – Balt – Na Výstavišti – Náměstí Republiky – Sídliště Na Slavoji
- 90 Autobusové stanoviště – U Hřiště – Jana Palacha, Trio – Kosmonosy, Kovodružstvo – Zalužany, ŠKODA

Do roku 2000 vzrostl počet linek na 18. Byly zavedeny linky 88 a 89 kvůli obsluze obchodních center na jihovýchodě města, které z velké části kopírovaly linku 80. V letech 2001 a 2002 byly ještě některé linky rozděleny. 

V roce 2002 byla zavedena speciální víkendová linka 12 na veřejné bruslení na zimní stadion a také okružní linka 22 v trase Autobusové stanoviště – Balt – Na Výstavišti – V rokli – Hrdlořezy, Přední důl – Debř, u závor – Radouč – 17. listopadu, škola – Jiráskova, zdravotní středisko – Autobusové stanoviště. Zavedena byla linka 41, která z velké části kopírovala linku 40, jen místo Severního sídliště obsluhovala sídliště Slavoj. Linka 51 začala obsluhovat jednosměrnou stanici Bazén a oblast Baltu v obou směrech. Linka 71 jezdila až k Intersparu a Olympii.

V roce 2003 začala linka místo veřejného bruslení jezdit na hokejové zápasy. Byly doplněny linky pro vnitřní město (např. 13 jako posilová k 80 a 52 ke zlepšení obslužnosti Ptácké ulice), zavedena MHD do obce Plazy, a byly zavedeny některé čistě víkendové linky, které kombinovaly více tras různých linek, jezdících ve všední dny (např. 19 kombinovala linky 71, 10 a 50; 69 kombinovala linky 60, 61 a 70). Zavedena byla linka 31 pro pracovníky Škoda Parts Centra u Řepova. Byla zrušena linka 22. Počet linek dosáhl 23. 

V roce 2004 byla MAD rozšířena do obce Plazy (linka 32) i do poslední ještě neobsluhované příměstské části Jemníky (linka 33 – okružní přes Severní sídliště), a také do vzdálené obce Luštěnice (linka 42) (ty se staly jedinou obcí mimo městskou tarifní zónu 0). Zavedena a brzy na to zrušena byla okružní linka 53, která měla doplňovat linku 51. Zrušena byla linka 11 (Kosmonosy se rozhodly, že pokud budou spoje z ní převedeny na linku 10, budou je dotovat). Linka 12 začala kromě termínů hokejových zápasů jezdit i v pracovní dny odpoledne na Štěpánku. Linka 71 se změnila na okružní vzhledem k rozrůstající se obci Bradlec, kde vzrostl počet zastávek. Zrušena byla linka 21 a 89 (její spoje převzala linka 88). 

Některé linky z příměstských částí od roku 2005 nově nekončily na autobusovém stanovišti, ale pokračovaly dále do Severního sídliště. Linka 33 už nebyla okružní a začínala převážně ve stanici Městský stadion. Z linky 88 se stala okružní s pravidelnými 15minutovými intervaly. Linka 90 začala jezdit do větší části Severního sídliště. Linka 12 byla přečíslována na H, jelikož už jezdila výhradně na hokejové zápasy.

V roce 2006 začal Dopravní podnik provozovat bezplatnou dopravu pro zákazníky Olympia centra. Linka 32 do Plaz byla prodloužena do Dolních Stakor, později přes Horní Stakory až do Kosmonos. MHD tak tvořilo 21 číslovaných linek, tři nákupní linky (0C1 až OC3) a speciální hokejová linka H. Později se z Luštěnic MHD opět stáhla.
14. prosince 2008 byly jízdní řády velmi výrazně změněny. Doposud existující linky 10, 88 a 51 byly mírně upraveny a přečíslovány na páteřní linky A, B a C. Zásadnější změnou bylo zavedení patnáctiminutového intervalu na těchto linkách po celý den (po 21. hodině interval půl hodiny), o víkendech interval 45 minut (pouze linky A a B). Příměstské linky byly přečíslovány na trojciferné – 1xx, ale jednalo se v podstatě o původní trasy. Cestující byli s těmito úpravami značně nespokojeni a 19. dubna 2009 byl systém znovu přepracován. Mírně se pozměnila trasa linky A a příměstské linky byly značně posíleny a zpět přečíslovány na dvouciferné. Některé linky byly sloučeny (90 a 60) a zavedeny nové – 72, 80. Linka C končila už v 19. hodin, protože v pozdějších hodinách nebyla využívána. Od června však bylo potřeba řešit dopravu k nové obchodní zóně u Radouče, a tak byla linka C opět prodloužena až do 22. hodiny a začala sem zajíždět. V roce 2010 proběhly jen menší změny. K obchodní zóně na Radouči začala zajíždět linka 10 a 11 a linka C se vrátila do své původní trasy (a byla opět ukončena před 19. hodinou). Vozový park se však dočkal razantní obměny nákupem celkem 10 nových autobusů značky Tedom.
V roce 2020 byla zavedena linka BAZ, městské rychlolinky RA a RB a příměstské rychlolinky R1 - R8. Linky BAZ a R1 - R8 byly později zrušeny.
V současnosti (2024) provozuje Dopravní podnik Mladá Boleslav 21 linek. Páteřní linky jsou tři:

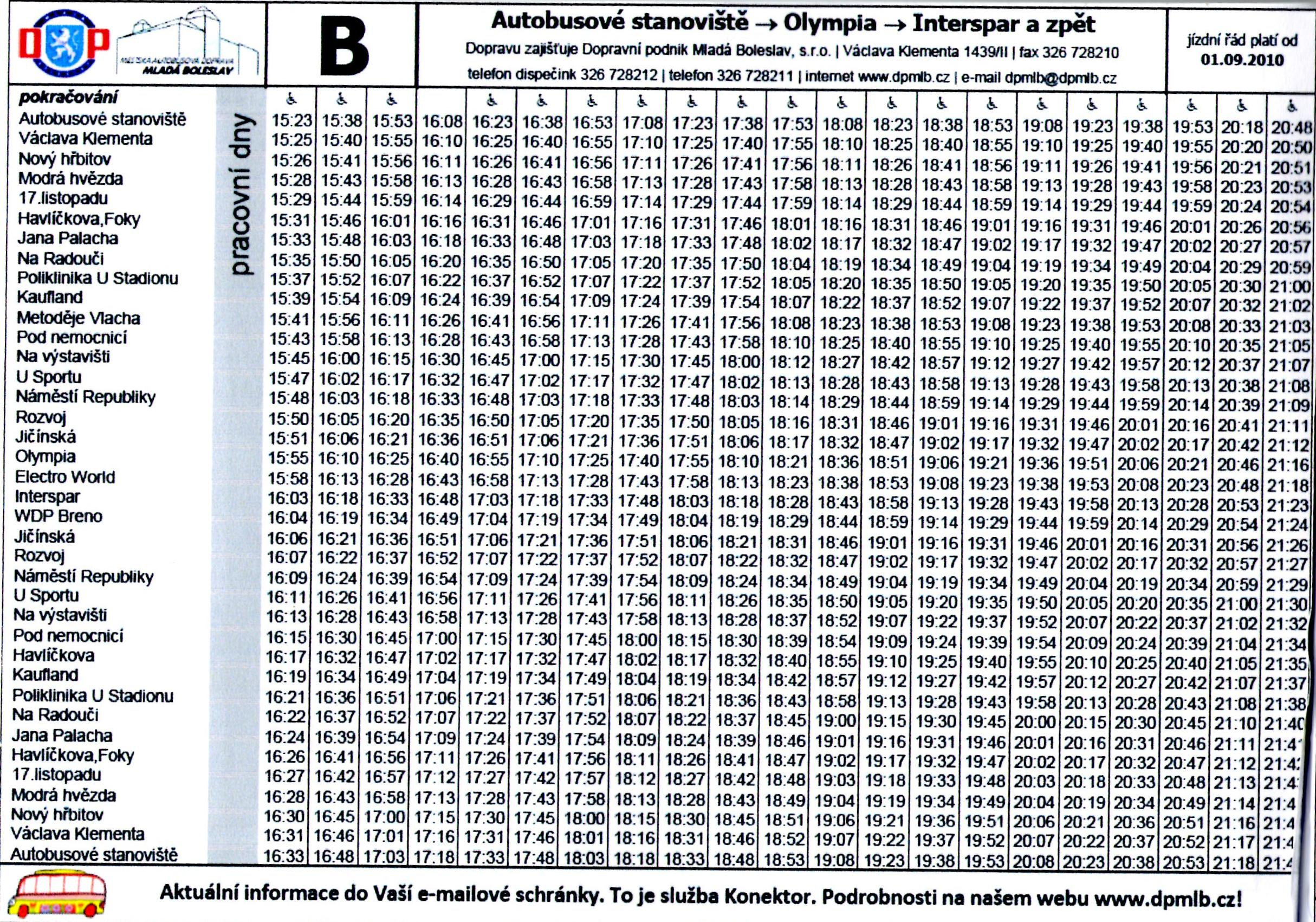
Ukázka z jízdního řádu vydaného v roce 2010

- A (Kosmonosy, nemocnice – Kosmonosy, náměstí) – 17. listopadu – Na Radouči – Kaufland – Sídliště Na Slavoji – U Sportu – Staroměstské náměstí – Hlavní nádraží
- B Autobusové stanoviště – Modrá hvězda – Na Radouči – Kaufland – U Sportu – Rozvoj – Olympia – Electro World – Albert Jičínská a zpět
- C Komenského náměstí – Na Výstavišti – Václava Klementa – Poliklinika U Stadionu – Na Radouči – U Pastelky – Modrá hvězda – Václava Klementa – Na Výstavišti – 9. května, u parkoviště

Dále jsou v provozu linky do všech příměstských částí. Linka 20 jezdí do Podlázek, Josefova Dolu a Debře, linky s čísly 3x do Řepova, Plaz, Jemníků a Dolních Stakor, 4x na Dubce, Saharu, do Podchlumí, 50 do Vince, 60 do Dalovic, Čejetic a Podlázek, 61 do Podlázek a Michalovic, 7x do Kosmonos, na Bradlec, do Debře a Hrdlořez, 80 je školní posilová linka ke gymnáziím, SPŠ a končí ve stanici Dukelská, škola. Dále je v provozu nepravidelná linka H na hokejové zápasy.

## Tarif
V roce 2004 byl zaveden zónový tarif, mimo městskou zónu 0 byla pouze obec Luštěnice v zóně 2. Jejich obsluha byla ukončena v roce 2008.
Do vozů se nastupuje pouze předními dveřmi, vystupuje se ostatními dveřmi. Tlačítko poptávkového otevírání dveří slouží zároveň jako znamení k zastavení. V roce 2003 byly ve vozidlech zavedeny samoobslužné odbavovací terminály značky EM-test. Od roku 2024 se pro odbavení používají odbavovací terminály značky Telmax. Odbavovat se je možné vhozením mincí do kasičky (odbavovací zařízení nevrací přeplatek) nebo přiložením čipové či platební karty k terminálu. Jízdné je také možné si předplatit – po zaplacení určité částky na měsíc, čtvrt roku nebo rok je možné s čipovou kartou využívat služby MHD bez omezení. Jízdné stojí 24 Kč (přes čipovou kartu 21 Kč), studenti od 15 do 26 let mají poloviční slevu. S čipovou kartou je také možno do 45 minut od odbavení zdarma přestoupit. Bezplatně jsou přepravovány děti do 15 let, osoby starší 65 let a osoby na rodičovské dovolené.

## Zastávky a jízdní řády

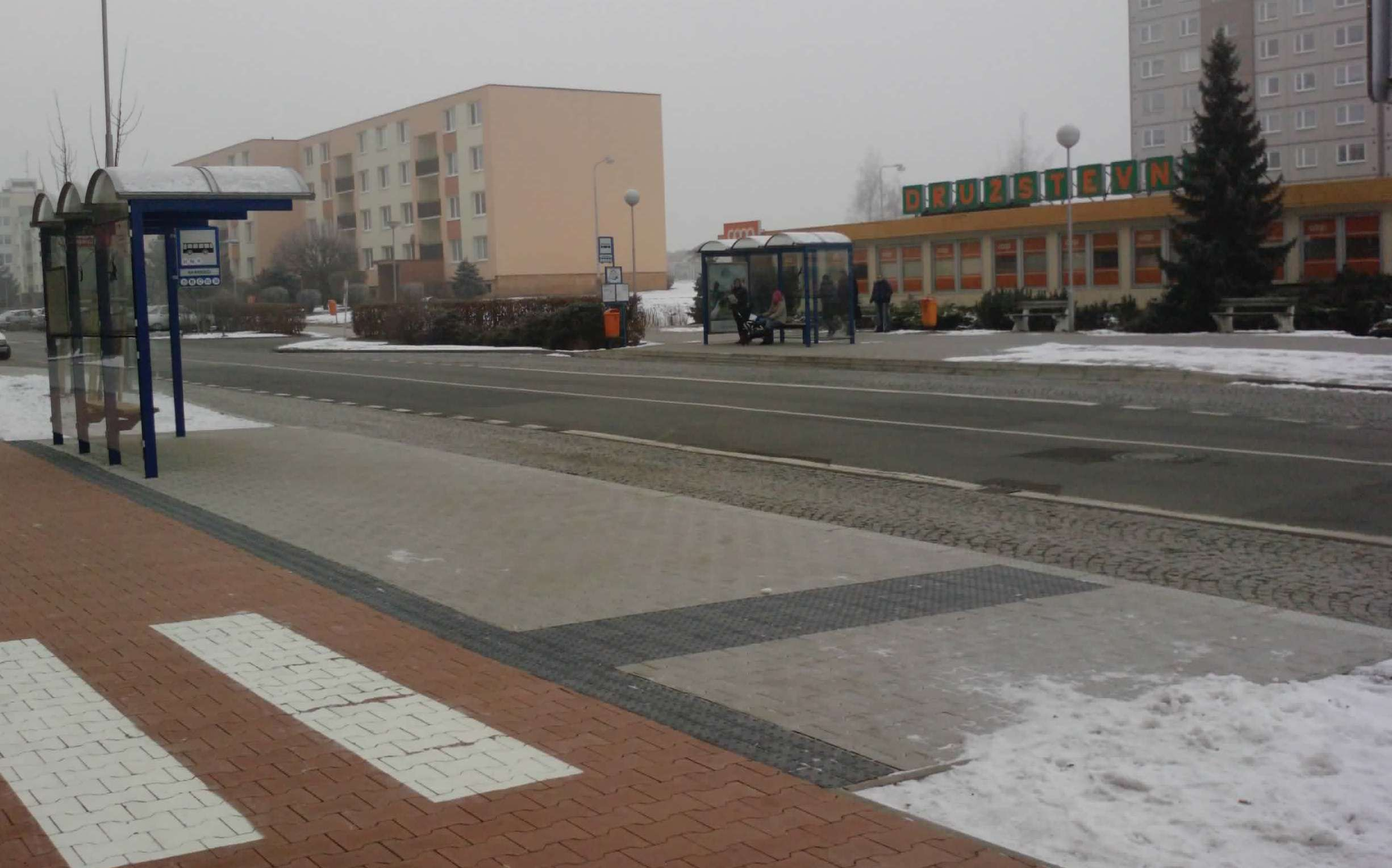
V obou směrech zrekonstruovaná zastávka Na Radouči se zastávkovými zálivy, kasselskými obrubníky a přístřešky

Zastávky MHD mají samostatné městské označníky. Název zastávky a kroužky s čísly linek jsou integrovány do jedné obdélníkové tabulky se čtvercovou značkou zastávky. Ve výšce mezi značkou zastávky a jízdními řády je velká tabule s logem dopravce. Na páteřních linkách jsou vyvěšeny zastávkové jízdní řády městského typu, na ostatních linkách linkové jízdní řády ve specifickém provedení. Zastávkové přístřešky jsou postupně modernizovány, při rekonstrukcích jsou zřizovány kasselské obrubníky.
Ve městě je minimum autobusových otoček, většinou se autobusy otáčejí kolem bloků nebo na parkovištích či návsích a konečné nejsou vybaveny speciálními sociálními zařízeními pro řidiče. Smyčky se nacházejí například na zastávkách „Kosmonosy, Pod Oborou“, „Bradlec“, „Josefův Důl“, „Michalovice“, „Škoda, PC“ nebo „Podchlumí“, některé z nich však nejsou využívány.
Jízdní řády se mění zpravidla jednou za rok (s občasnými drobnými změnami během roku). Jsou vydávány v knižní podobě, nacházejí se také na webu Dopravního podniku a je možné si stáhnout speciální aplikaci s jízdními řády do mobilního telefonu.

## Vozový park
Autobusy mají specifický městský nátěr, tvořený vodorovnými pruhy v bílé, červené a modré barvě, mnohé vozy mají reklamní nátěr. Podrobněji o vozovém parku pojednává článek Dopravní podnik Mladá Boleslav. Po roce 2009 na linkách nějakou dobu vypomáhaly i vozy jiných dopravců, například Transcentrum Bus a LS Tour.